# Aurel Boroș
Aurel Boroș (* 30. November 1922) ist ein ehemaliger rumänischer Fußballspieler. Der Torwart bestritt insgesamt 100 Spiele in der Divizia A.

## Karriere
Die Karriere von Boroș begann im Jahr 1940 bei Universitatea Sibiu in der Divizia A. Dort war er in der Saison 1940/41 Stammtorhüter. Nach der Spielzeit wurde der Ligabetrieb aufgrund des Zweiten Weltkrieges unterbrochen und er spielte mit seinem Klub lediglich im rumänischen Pokal. Dort stand er mit seiner Mannschaft im Pokalfinale 1942, unterlag dort jedoch Rapid Bukarest mit 1:7.
Nach Kriegsende schloss sich Boroș im Jahr 1947 CFR Timișoara an. Mit CFR wurde er in der Saison 1947/48 als Ersatztorhüter Vizemeister hinter ITA Arad. Im Pokalfinale 1948 unterlag er mit seinem Team demselben Gegner mit 2:3. In der darauffolgenden Spielzeit wurde er zur Nummer eins zwischen den Pfosten, konnte mit seinem Klub jedoch nicht mehr an diese Erfolge anknüpfen. In der Saison 1954 kam er nur noch zweimal zum Einsatz und beendete seine Laufbahn. Von 1958 bis 1961 spielte er noch drei Jahre für CFR in der Divizia B, verpasste jedoch den Aufstieg ins Oberhaus.

## Nationalmannschaft
Boroș bestritt zwei Spiele für die rumänische Nationalmannschaft. Er debütierte am 30. September 1945 im ersten Spiel nach dem Zweiten Weltkrieg gegen Ungarn und unterlag mit seinem Team mit 2:7. Anschließend wurde er mehr als drei Jahre nicht mehr berücksichtigt und kam am 8. Mai 1949 beim 2:1-Erfolg gegen Polen zu seinem zweiten und letzten Einsatz.

## Erfolge
- Rumänischer Vizemeister: 1948
- Rumänischer Pokalfinalist: 1942, 1948